# Bucine
Bucine es una localidad italiana de la provincia de Arezzo , región de Toscana, con 10.037 habitantes.

Ubicación de la ciudad de Bucine dentro de la provincia de Arezzo.

## Evolución demográfica
| Gráfica de evolución demográfica de Bucine entre 1861 y 2001 |
|                                                              |
| Fuente ISTAT - Elaboración gráfica por parte de Wikipedia    |